# Wii Remote
Wii Remote (иногда называют «Wiimote») — основной контроллер для игровой консоли Wii компании Nintendo. Главной особенностью Wii Remote по сравнению с конкурентами является детектор движения, позволяющий игрокам управлять персонажами игры и предметами на экране движением руки, или «указывая» на объекты, отображаемые на экране. Это обеспечивается работой акселерометра и светочувствительной матрицы. Кроме этого, к контроллеру можно подключать различные устройства, расширяя таким образом его возможности.
Wii Remote был впервые продемонстрирован 16 сентября 2005 года на выставке Tokyo Game Show. С тех пор к контроллеру было привлечено много внимания из-за его уникальных особенностей и большого отличия от конкурентов. 

## Опознавание

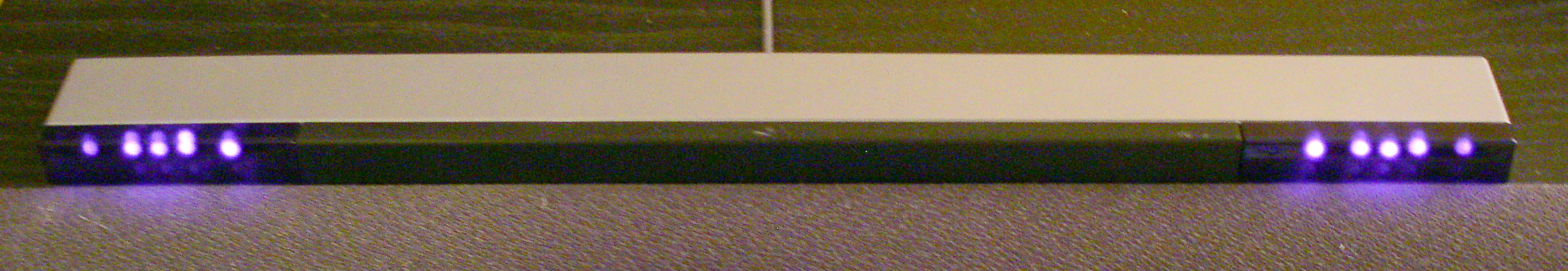
Работающий Sensor Bar, показано излучение ИК-светодиодов, невидимое для человеческого глаза

Wii Remote обладает способностью воспринимать движение в трёх измерениях c использованием ADXL330 акселерометра. Wii Remote оснащён оптическим датчиком PixArt, который позволяет определить, куда указывает контроллер.

## Описание
Подключение к игровой консоли беспроводное, по Bluetooth. Возможно подключение к компьютеру.
Существуют библиотеки, упрощающие разработку программ с поддержкой Wiimote, к примеру Managed Library for Nintendo’s Wiimote. Более универсальным решением является Wireless Communication Library.

## Nunchuk

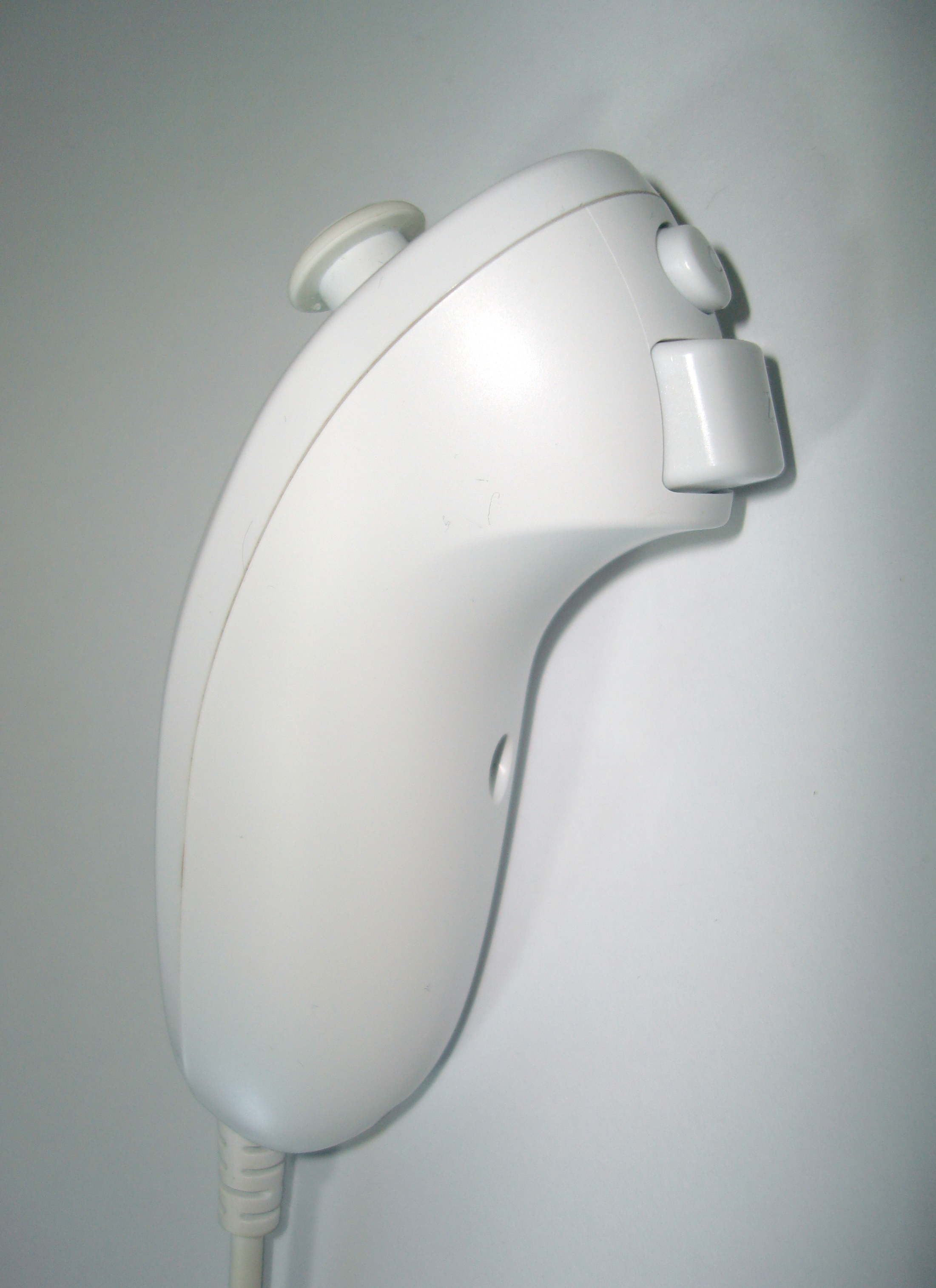
Wii Nunchuk

Нунчак (модель RVL-004) — это игровой контроллер, подключающийся к Wiimote через порт расширения проводом длиной 1-1,2 метра. Контроллер имеет аналоговый стик и две кнопки. Как и Wiimote, Nunchuk имеет датчик-акселерометр. Во многих играх Wiimote и Nunchuk используются совместно.